# 오키나와 도시 모노레일선

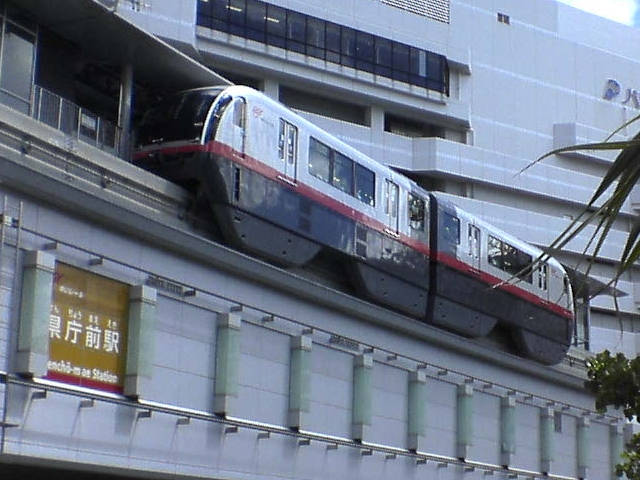
오키나와 도시 모노레일선 차량

오키나와 도시 모노레일선(일본어: 沖縄都市モノレール線)은 오키나와현 나하시의 나하공항역과 우라소에시의 데다코우라니시역을 잇는, 오키나와 도시 모노레일이 운영하는 모노레일이다. ‘유이 레일’(ゆいレール)이라는 애칭으로 불린다. ‘유이 레일’의 ‘유이’는 오키나와 말인 유이마루(ゆいまーる, 일본어의 雇い回り가 어원으로, 품앗이를 의미하는 말)의 ‘유이’에서 따온 말이다.
오키나와 현의 교통 수단은 자가용, 택시, 버스가 중심이며, 특히 나하 도시권에서는 정체가 악화되고 있다. 그래서 일본 정부, 오키나와 현, 나하 시와 오키나와 도시 모노레일 주식회사가 일체가 되어 건설을 하여, 오키나와에서는 제2차 세계 대전 후 최초의 철도를 2003년 8월 10일에 개통하였다. 개통 당시는 나하공항역부터 슈리역까지의 15역을 잇는 12.9km 구간이었다. 2014년 10월 20일부터는 IC 카드의 일종인 OKICA를 도입하였다. 2019년 10월 1일자로 나하시 동쪽 지역에 신규 4역을 포함한 약 4.1km 구간이 추가 연장 개통되어, 나하 시를 넘어 우라소에시까지 노선이 연장되었으며, 2020년 3월 10일자로 일본 본토의 IC카드인 Suica를 포함한 교통카드를 유이레일에서 이용할 수 있게 되었다.

## 노선 정보
- 노선 거리(영업 거리): 12.9 km (슈리역까지) + 4.1km (데다코우라니시역까지)
- 방식: 과좌식(일본과좌식)
- 역 수: 19
- 복선 구간: 전 구간
- 전기 방식: 직류 1,500 볼트
- 보안 장치: ATC

## 역 목록
※ 이시미네 역 이후 4역은 2019년 10월 1일 영업 개시
| 역 번호 | 역 이름        | 일본어 이름 | 거리  | 소재지     | 소재지     |
| ------- | -------------- | ----------- | ----- | ---------- | ---------- |
| 1       | 나하공항       | 那覇空港    | 0.0   | 오키나와현 | 나하시     |
| 2       | 아카미네       | 赤嶺        | 1.95  | 오키나와현 | 나하시     |
| 3       | 오로쿠         | 小禄        | 2.71  | 오키나와현 | 나하시     |
| 4       | 오노야마공원   | 奥武山公園  | 3.68  | 오키나와현 | 나하시     |
| 5       | 쓰보가와       | 壺川        | 4.52  | 오키나와현 | 나하시     |
| 6       | 아사히바시     | 旭橋        | 5.33  | 오키나와현 | 나하시     |
| 7       | 현청앞         | 県庁前      | 5.91  | 오키나와현 | 나하시     |
| 8       | 미에바시       | 美栄橋      | 6.63  | 오키나와현 | 나하시     |
| 9       | 마키시         | 牧志        | 7.61  | 오키나와현 | 나하시     |
| 10      | 아사토         | 安里        | 8.20  | 오키나와현 | 나하시     |
| 11      | 오모로마치     | おもろまち  | 8.95  | 오키나와현 | 나하시     |
| 12      | 후루지마       | 古島        | 9.96  | 오키나와현 | 나하시     |
| 13      | 시립병원앞     | 市立病院前  | 10.88 | 오키나와현 | 나하시     |
| 14      | 기보           | 儀保        | 11.84 | 오키나와현 | 나하시     |
| 15      | 슈리           | 首里        | 12.84 | 오키나와현 | 나하시     |
| 16      | 이시미네       | 石嶺        | 13.84 | 오키나와현 | 나하시     |
| 17      | 교즈카         | 経塚        | 15.00 | 오키나와현 | 우라소에시 |
| 18      | 우라소에마에다 | 浦添前田    | 16.00 | 오키나와현 | 우라소에시 |
| 19      | 데다코우라니시 | てだこ浦西  | 17.00 | 오키나와현 | 우라소에시 |

## 같이 보기
- 오키나와 도시 모노레일
- 오키나와의 철도